# Дэй, Кайла
Кайла Дэй (англ. Kayla Day; родилась 28 сентября 1999 года, Санта-Барбара, Калифорния, США) — американская профессиональная теннисистка; победительница двух турниров ITF (один — в одиночном разряде); бывшая первая ракетка мира в юниорском рейтинге; победительница одного юниорского турнира Большого шлема в одиночном разряде (Открытый чемпионат США-2016); финалистка одного юниорского турнира Большого шлема в парном разряде (Открытый чемпионат США-2016); полуфиналистка одного юниорского турнира Большого шлема в одиночном разряде (Уимблдон-2016); финалистка одиночного турнира Orange Bowl (2015); чемпион USTA Girls (чемпионата США среди юниоров) 2016 года.

## Карьера
Начала играть в теннис в 7 лет.
Дэй была № 1 в рейтингах девочек до 12, 14, 16, 18 лет и американском национальном рейтинге. В 2016 году она поднялась до первой строчки и в рейтинге ITF, чему немало поспособстовал Открытый чемпионат США среди юниоров, где Кайла выиграла одиночный разряд и вместе с Каролиной Доулхайд дойдя до финала в парном. Кайла достигла также полуфинала на Уимблдоне и выхода в финал на Orange Bowl. Она также выиграла национальный чемпионат в своей возрастной категории, что дало ей пропуск в основную сетку Открытого чемпионата США.
Она дебютировала на взрослом уровне WTA в 2016 году на Connecticut Open в Нью-Хейвене через победу в квалификацию, где ей были повержены Наоми Броуди и Кирстен Флипкенс. Через неделю она играла свой первый в карьере матч Большого шлема на Открытом чемпионате США и выиграла его у соотечественницы Мэдисон Бренгл, выйдя во второй круг.
Свой первый взрослый титул в карьере и $ 50 000 призовых Каролин Дэй выиграла на турнире в Маконе. На следующей неделе она дошла до полуфинала в Скоттсдейле и впервые вошла в Топ-200 мирового рейтинга. Это принесло ей Australian Open Wild Card, дабы выступить в сетке на первом чемпионате серии Большого шлема 2017 года.

## Рейтинг на конец года
| Год  | Одиночный рейтинг | Парный рейтинг |
| 2016 | 195               |                |
| 2015 | 988               |                |

## Выступления на турнирах

### Финалы турнировITFв одиночном разряде (3)

#### Победы (1)
| Легенда:                 |
| ------------------------ |
| 100.000 USD (0)          |
| 80.000 (75.000*) USD (0) |
| 60.000 (50.000*) USD (1) |
| 25.000 USD (0+1)         |
| 15.000 (10.000*) USD (0) |

* призовой фонд до 2017 года
| Титулы по покрытиям | Титулы по месту проведения матчей турнира |
| ------------------- | ----------------------------------------- |
| Хард (1+1)          | Зал (0)                                   |
| Грунт (0)           | Зал (0)                                   |
| Трава (0)           | Открытый воздух (1+1)                     |
| Ковёр (0)           | Открытый воздух (1+1)                     |

| №  | Дата            | Турнир      | Покрытие | Соперница в финале | Счёт    |
| 1. | 30 октября 2016 | Мейкон, США | Хард     | Даниэль Коллинз    | 6-1 6-3 |

#### Поражения (2)
| №  | Дата            | Турнир              | Покрытие | Соперница в финале | Счёт    |
| 1. | 15 мая 2016     | Нейплс, США         | Грунт    | Валерия Соловьёва  | 4-6 0-6 |
| 2. | 26 февраля 2017 | Ранчо-Санта-Фе, США | Хард     | Бьянка Андрееску   | 4-6 1-6 |

### Финалы турнировITFв парном разряде (2)

#### Победы (1)
| №  | Дата            | Турнир              | Покрытие | Партнёрша         | Соперницы в финале           | Счёт           |
| 1. | 25 февраля 2017 | Ранчо-Санта-Фе, США | Хард     | Каролина Доулхайд | Ангелина Калинина Кьяра Шоль | 6-3 1-6 [10-7] |

#### Поражения (1)
| №  | Дата           | Турнир       | Покрытие | Партнёрша         | Соперницы в финале             | Счёт       |
| 1. | 4 февраля 2017 | Мидленд, США | Хард(i)  | Каролина Доулхайд | Эшли Вейнхольд Кейтлин Хуриски | 6-7(1) 3-6 |